# Pia Greiten
Pia Greiten, född den 18 februari 1997 i Ostercappeln, är en tysk roddare.

## Karriär
Pia Greiten tog brons tillsammans med de tyska damerna i scullerfyra vid olympiska sommarspelen 2024 i Paris. Vid EM 2025 i Plovdiv tog hon silver i scullerfyra tillsammans med Sarah Wibberenz, Frauke Hundeling och Lisa Gutfleisch.